# Himatione sanguinea
Himatione sanguinea là một loài chim trong họ Fringillidae.

## Phân loài
- Himatione sanguinea freethi †
- Himatione sanguinea sanguinea